# Porphyrellus
Porphyrellus E.-J. Gilbert (grzybiec) – rodzaj grzybów należący do rodziny borowikowatych (Boletaceae).

## Systematyka i nazewnictwo
Pozycja w klasyfikacji według Index Fungorum: Boletaceae, Boletales, Agaricomycetidae, Agaricomycetes, Agaricomycotina, Basidiomycota, Fungi.
Polską nazwę Alina Skirgiełło w 1960 r. Władysław Wojewoda w 1998 opisywał należący do tego rodzaju gatunek jako goryczak.
Niektóre gatunki:
- Porphyrellus atrofuscus E.A. Dick & Snell 1961
- Porphyrellus brunneus McNabb 1967,
- Porphyrellus castaneus Y.C. Li & Zhu L. Yang 2016
- Porphyrellus cyaneotinctus (A.H. Sm. & Thiers) Singer 1991
- Porphyrellus formosanus K.W. Yeh & Z.C. Chen 1985
- Porphyrellus formosus (G. Stev.) J.A. Cooper 2014
- Porphyrellus fuligineus (Pers.) Singer 1991
- Porphyrellus fumosipes (Peck) Snell 1945
- Porphyrellus holophaeus (Corner) Y.C. Li & Zhu L. Yang 2011
- Porphyrellus niger Heinem. & Gooss.-Font. 1951
- Porphyrellus orientifumosipes Y.C. Li & Zhu L. Yang 2016
- Porphyrellus pacificus (Wolfe) Singer, J. García & L.D. Gómez 1991
- Porphyrellus porphyrosporus (Fr. & Hök) E.-J. Gilbert 1931 – grzybiec purpurowozarodnikowy
- Porphyrellus sordidus (Frost) Snell 1945
- Porphyrellus umbrosus (G.F. Atk.) Singer, J. García & L.D. Gómez 1991
- Porphyrellus zaragozae Singer & J. García 1991

Wykaz gatunków i nazwy naukowe na podstawie Index Fungorum. Nazwy polskie według W. Wojewody.